# Undingen
Undingen ist ein Ortsteil der Gemeinde Sonnenbühl im Landkreis Reutlingen in Baden-Württemberg.

## Geographie
Der Ort liegt in einem Trockental auf der Hochfläche der Schwäbischen Alb, der sogenannten Mittleren Kuppenalb, rund 10 km südlich von Reutlingen.

## Geschichte

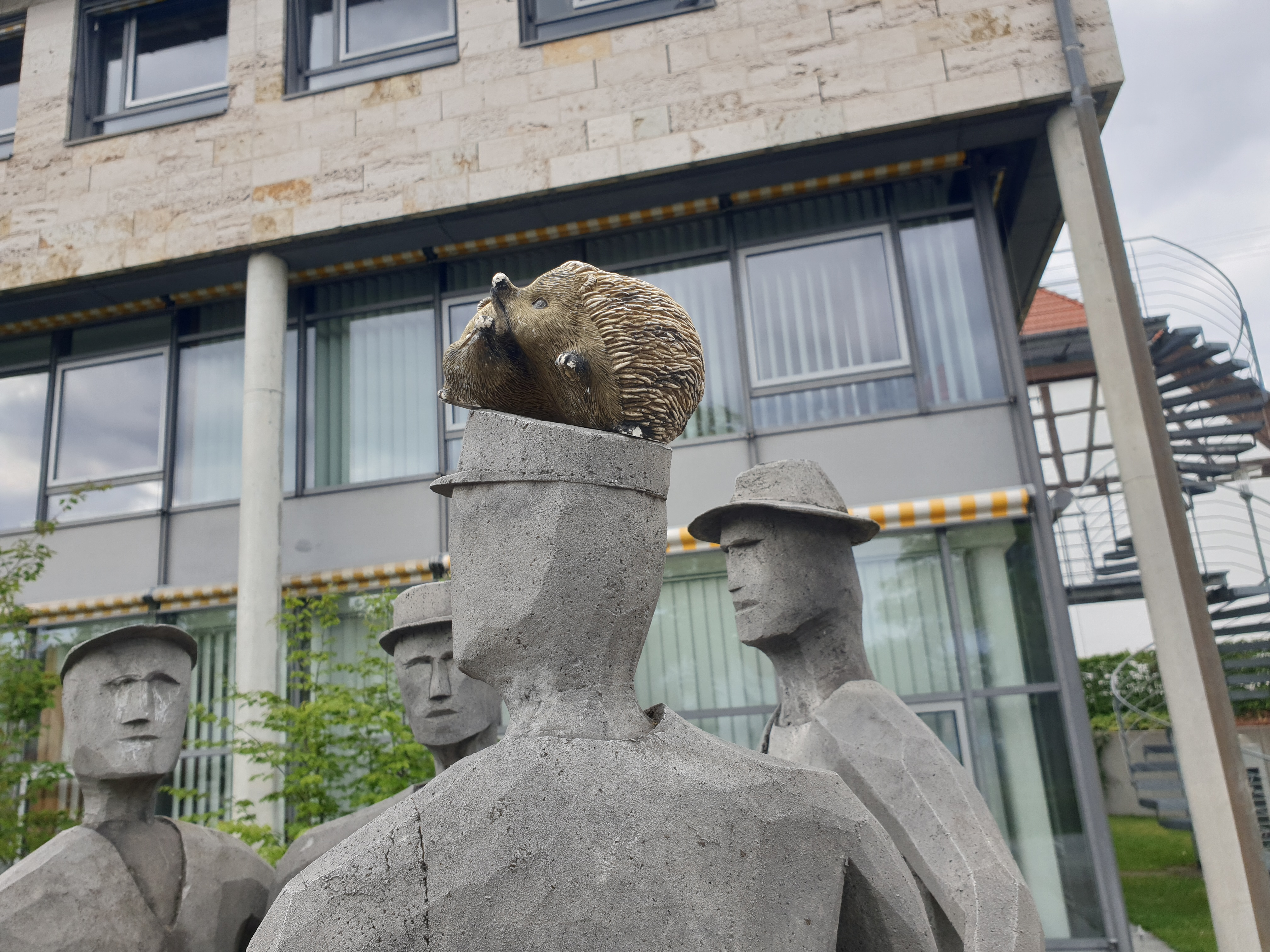
Figurenbrunnen zur Gemeindereform 1975 (Ausschnitt)

Undingen ist wie die benachbarten, auf ingen endenden Sonnenbühler Ortsteile Genkingen, Willmandingen und Erpfingen eine frühe alamannische Gründung. Die erste urkundliche Erwähnung datiert aus dem Jahr 906. Das Kloster St. Gallen bekam danach Besitz in Undinga. Das Kloster Zwiefalten erhielt 1089 von seinem Stifter Liutold von Achalm umfangreichen Besitz im Ort.
Bereits seit 1454 gehört Undingen zu Württemberg. Im Dreißigjährigen Krieg wurde die Gemeinde zum größten Teil zerstört. Der Ort gehörte zum Unteramt Willmandingen im Amt Urach (bzw. seit 1758 Oberamt Urach). 1808 ging Undingen mit dem Unteramt Willmandingen ans Oberamt Reutlingen über. Die Verwaltungsreform während der NS-Zeit in Württemberg führte 1938 zur Zugehörigkeit zum Landkreis Reutlingen. 1945 bis 1952 gehörte der Ort zum Nachkriegsland Württemberg-Hohenzollern, ab 1952 dann zum neuen Bundesland Baden-Württemberg. Auch nach der Kreisreform 1973 blieb der Ort beim Landkreis Reutlingen. Am 1. Januar 1975 schlossen sich die Gemeinden Undingen, Genkingen, Erpflingen und Willmandingen zur neuen Gemeinde Sonnenbühl zusammen.

## Kultur und Sehenswürdigkeiten
- Die spätgotische Kirche „Unserer Lieben Frau und Sankt Nikolaus“ ist im Kern aus dem Jahr 1487 und hat einen Ostchorturm. 1892 und 1959/60 wurde sie renoviert. Im Innern gibt es einen Marien- und einen Nikolausaltar.

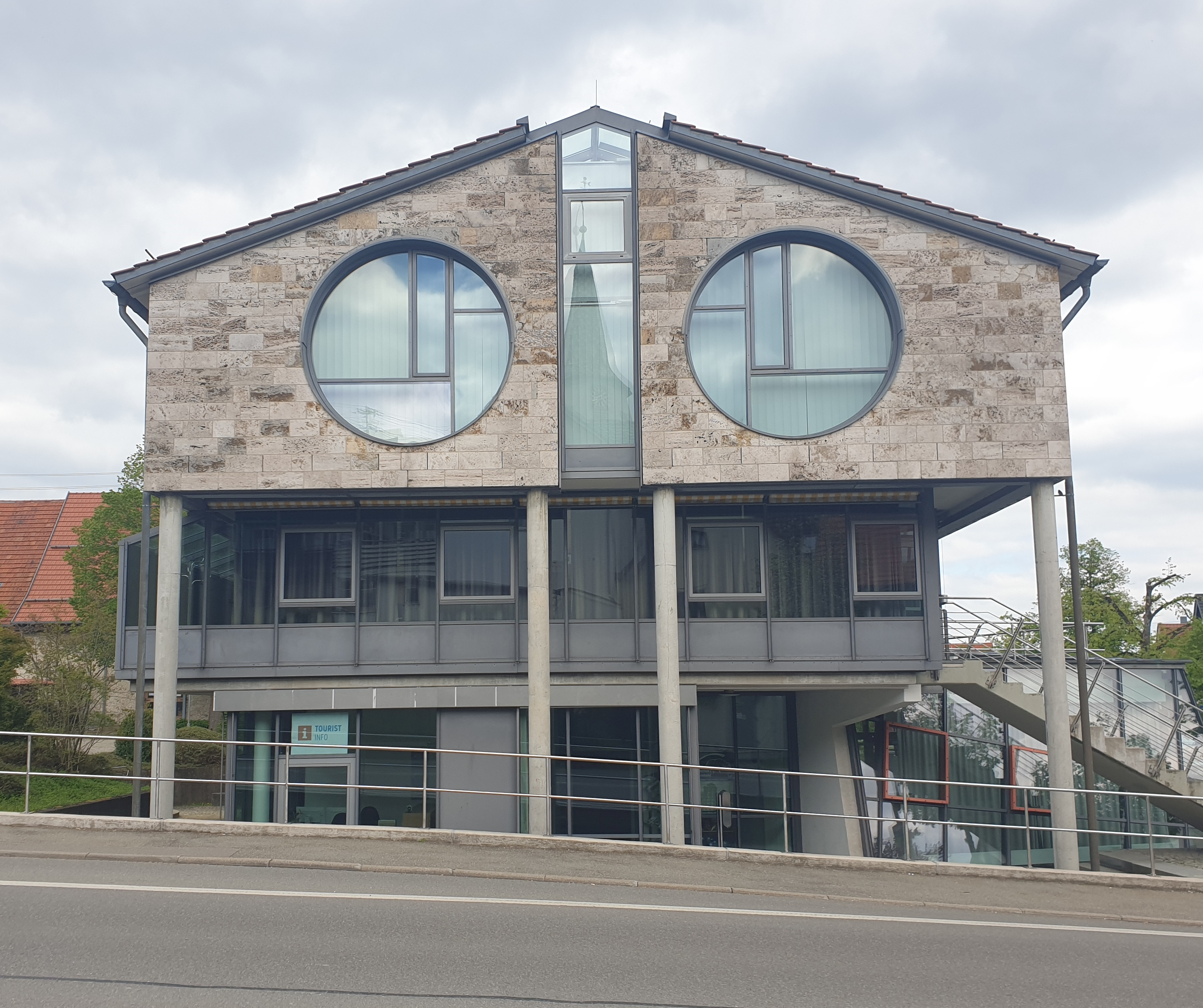
Rathaus (2024)
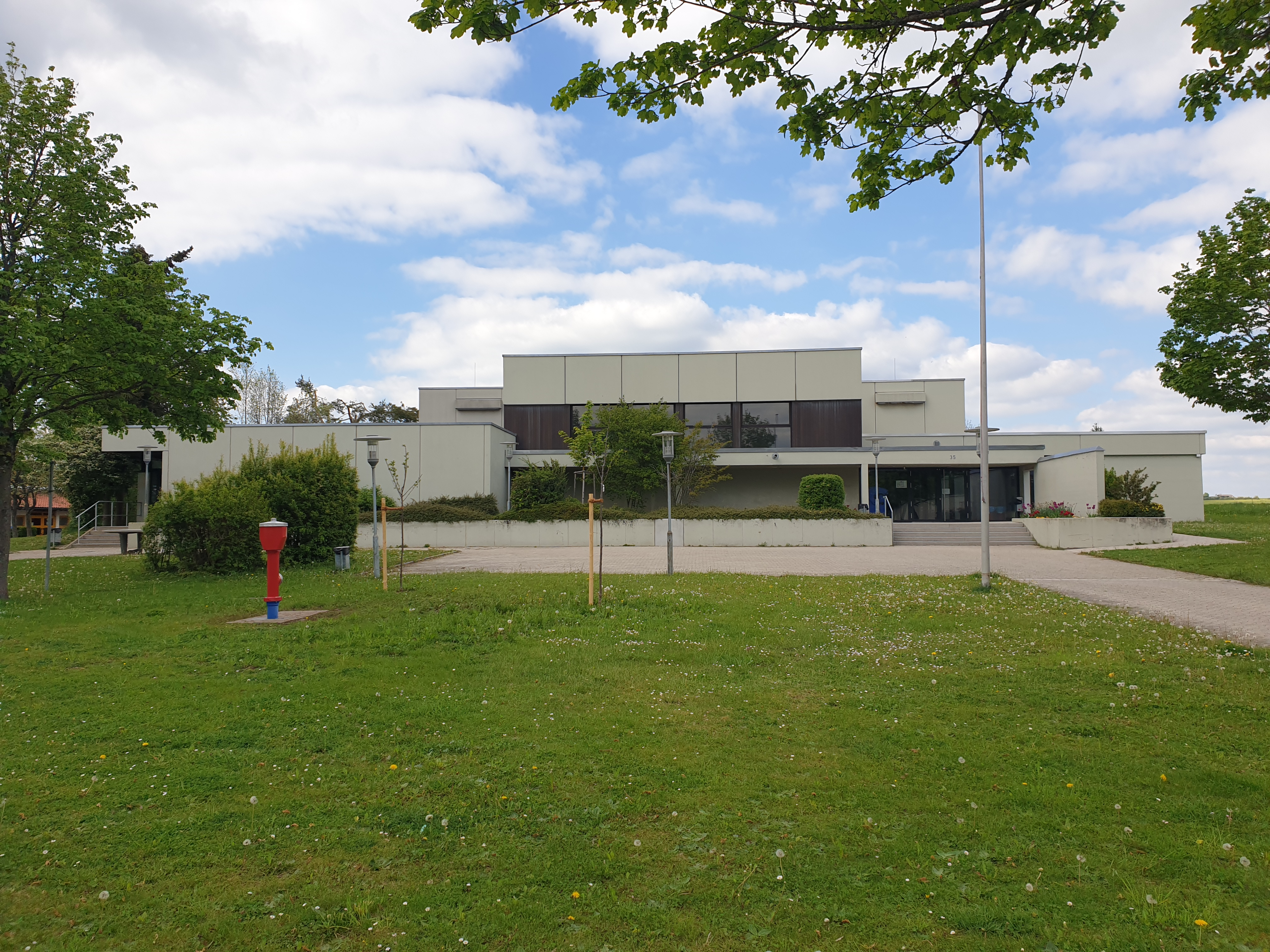
Steinbühlhalle (2024)
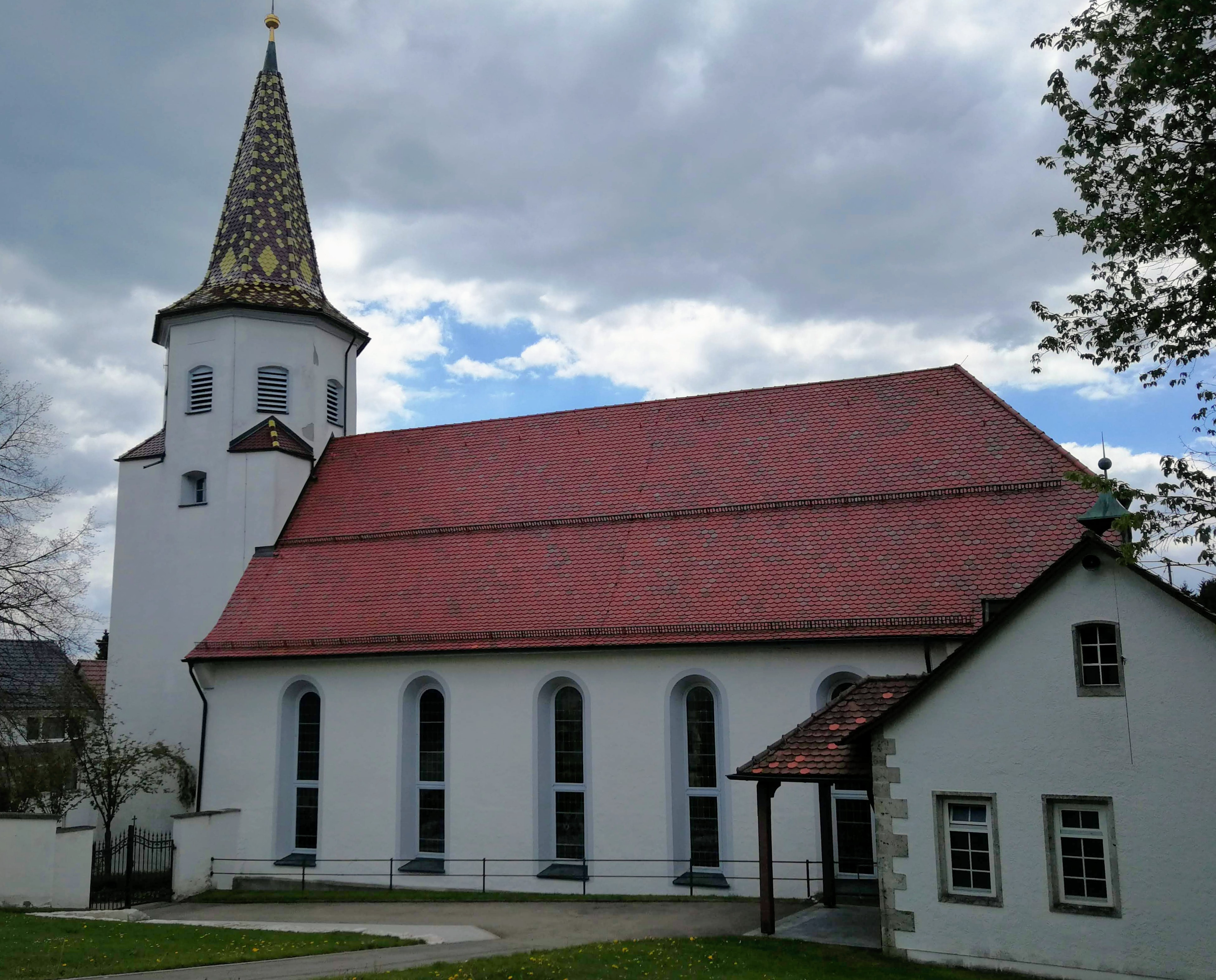
Kirche „Unserer Lieben Frau und St. Nikolaus“ (2019)
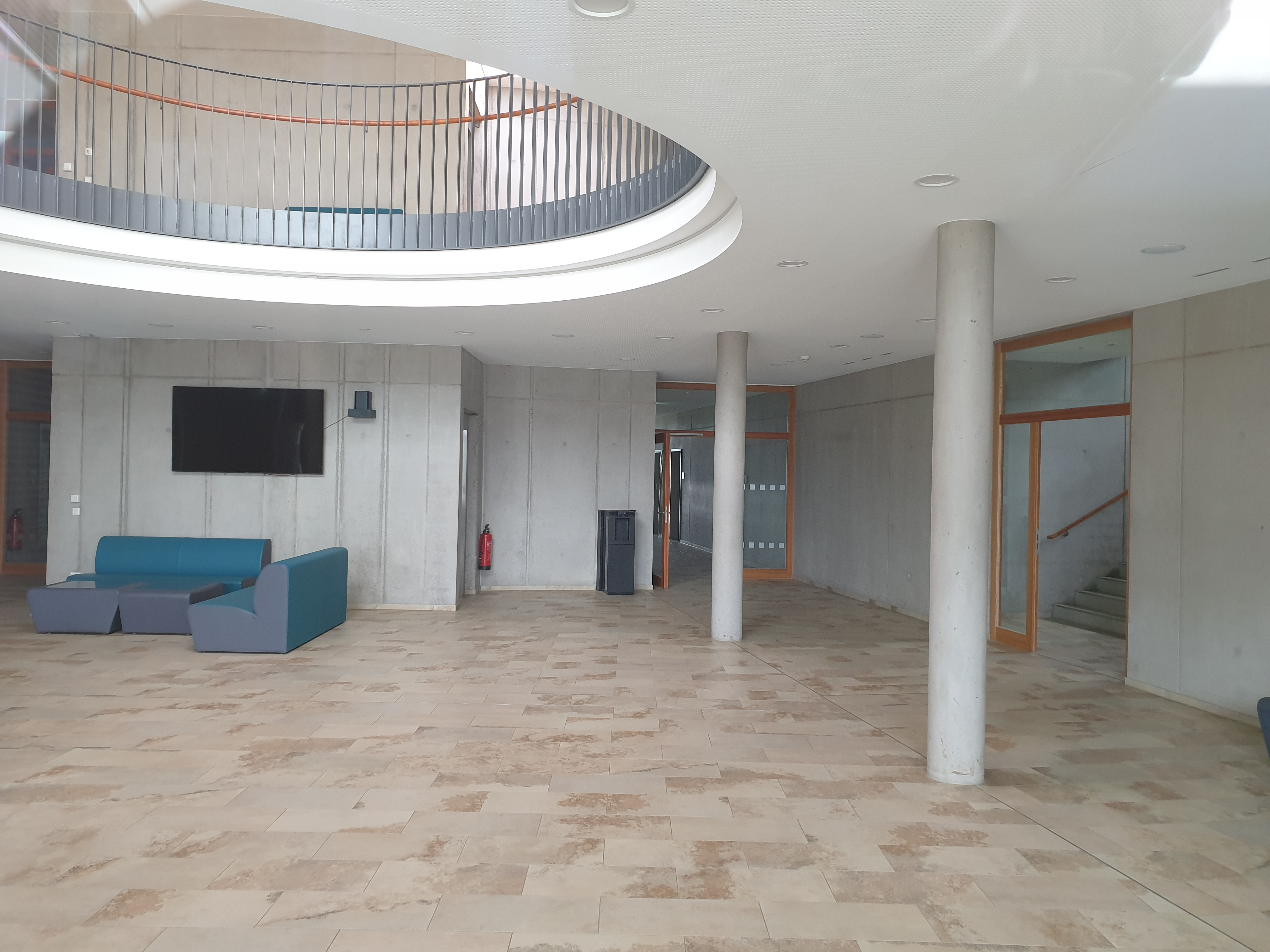
Eingangshalle Albgymnasium (2024)

## Wirtschaft und Infrastruktur

### Verkehr
Die Landesstraße 382, die Pfullingen mit Burladingen verbindet, führt durch Undingen.

### Öffentliche Einrichtungen
In Undingen ist der Verwaltungssitz der Gemeinde Sonnenbühl.